# 고마다 노리히로
고마다 노리히로(일본어: 駒田 徳広, 1962년 9월 14일 ~ )는 일본의 전 프로 야구 선수이자 야구 해설가·평론가이며 현재 일본프로야구 센트럴리그에 요미우리 자이언츠 3군 감독이다.

## 인물

### 프로 입단 전
나라 현립 사쿠라이 상업고등학교 시절에는 4번 타자로서 활약해 고교 통산 43개의 홈런을 기록했다. 고마다의 타격 연습을 앞두고 타구에 주의하라는 교내 방송이 나올 정도로 비거리가 굉장했다고 하였는데 그 지역에서는 ‘나라의 매뉴엘’이라고 부르고 있었다.

### 요미우리 자이언츠 시절
1980년 프로 야구 드래프트 회의에서 요미우리 자이언츠로부터 2순위 지명을 받고 입단했는데 당시는 투수 신분이었지만 타자로서의 능력을 높이 평가받아 이후 타자로 전향했다. 입단 동기로 하라 다쓰노리가 있다.
이듬해 1981년부터 2년 동안 2군에서 뛰다가 1983년 4월 10일 1군 데뷔전인 요코하마 다이요 웨일스전에서 경기를 앞두고 연습 도중 부상당한 나카하타 기요시를 대신해 7번·1루수로 선발 출전하여 일본 프로 야구 사상 최초로 첫 타석에서 만루 홈런을 때려내는 진기록을 세웠다. 후지타 모토시 감독은 당초 베테랑이었던 야마모토 고지를 기용하려고 생각했지만 당시 조감독이었던 오 사다하루의 제안으로 선발이 정해졌다고 한다. 상대 투수는 미기타 가즈히코였다. 등번호 50의 고마다, 등번호 55의 요시무라 사다아키, 등번호 54의 마키하라 히로미 등 3명을 통틀어 ‘50번 트리오’ 라는 애칭이 붙여지는 등 요미우리의 젊은 선수로서 세간의 주목받았다. 그 해 마키하라는 시즌 12승을 올린 활약으로 센트럴 리그 신인왕, 요시무라는 규정 타석에 채우지는 못했지만 3할 2푼 6리의 타율을 기록했고, 고마다도 요시무라와 마찬가지로 규정 타석에 채우지는 못하면서도 시즌 12홈런을 기록하는 등 팀의 리그 우승에 기여한 역할을 했다.
1984년에 요미우리 감독으로 취임한 오 사다하루로부터 ‘한발타법’(一本足打法)을 추천받아 수도권에서 경기가 있는 어떤 날에는 매일 같이 오 사다하루의 스승인 아라카와 히로시의 자택에 드나들며 한발타법의 습득을 시도했지만 뚜렷한 결과를 남길 수 없었다. 그 후 1985년부터 요미우리의 타격 코치로 부임한 마쓰바라 마코토의 지도에 의해 자신의 타격 스타일을 확립해 나갔다. 외야수와 1루수로 같이 활동하면서 주전 멤버들의 부상 이탈로 자리를 메우는 등 출전 기회가 늘어났다.
1987년 시즌 후반에 마쓰모토 다다시로부터 외야의 포지션 자리를 차지했고 이듬해 1988년에는 등번호를 10번으로 변경해 처음으로 규정 타석을 채웠다.
1989년 시즌 도중 나카하타 기요시의 부상과 거기에 따른 오카자키 가오루가 3루수로 변경된 것에 의해 1루수의 빈 자리를 차지하면서 주전 1루수로 활약하는 등 그 해에는 처음으로 골든 글러브상을 수상했다. 같은 해 일본 시리즈에서는 7차전에서 긴테쓰 버펄로스 선발 투수였던 가토 데쓰로로부터 선제 홈런을 날리면서 주루 도중에 3루 베이스 부근에서 “바~카!!!” 라고 외쳤다고 한다. 요미우리는 3차전에서 가토-무라타 다쓰미-요시이 마사토의 계투진 앞에서 완봉되었지만 승리투수가 된 가토가 경기 직후 “요미우리는 롯데보다 약하다”라는 취지의 발언한 적도 있어 이 “바~카!!!” 라는 발언은 일반적으로 “가토의 폭언에 대한 매도”라고 인식되었다. 팀은 3연패를 당하다가 이후 4연승을 기록하면서 자신도 MVP로 선정되었다.
1990년에는 시즌 22홈런과 83타점을 팀내에서 최다 기록을 세웠고, 이듬해 1991년에는 개인 최고 성적인 3할 1푼 4리의 타율을 남기는 등 부동의 주축 타자로서 맹활약을 했다.
1992년, 아킬레스건 통증에 시달린 하라 다쓰노리가 1루로 변경된 것에 의해 우익수로 전향했는데 수비 범위는 좁았지만 강한 어깨로 팀 승리에 기여했다. 전반기에는 홈런을 양산했지만, 타점 부문에서도 거의 동률을 이룰 정도로 계속 기록하는 등 그 해에는 개인 최다인 27개의 홈런을 기록했고 전반기에는 타격 부진에 시달리고 있는 하라를 대신해 4번 타자로서 29경기에 출전했다. 시즌 종료 후 하라, 사이토 마사키와 함께 일본인으로서는 연봉 1억 엔을 달성한 선수가 되었다.
이듬해 1993년에는 하라가 3루수로 다시 변경되면서 고마다도 다시 1루수로 복귀했지만 갑작스런 타격 부진으로 인해 1990년부터 계속된 연속 경기 출장 기록이 중단되었다. 그 해에는 나카하타 기요시 타격 코치와의 의견 대립으로 갈등이 생기는 등 일부 스포츠 신문에서 관련 기사가 가끔 다뤄지기도 했다. 1993년 시즌 종료 후 주니치 드래건스의 오치아이 히로미쓰가 FA 자격을 얻으면서 요미우리에 입단하는 것이 확실시 되자 출전 기회를 빼앗기는 것에 위기감을 느낀 고마다는 오치아이와 동일하게 FA 선언을 했다. 간토 지방의 연고지를 두고 있는 구단을 희망하는 고마다와 곤도 아키히토 감독의 영입 희망이 일치하는 형태로 요코하마 베이스타스에 이적했다. 요코하마 구단은 고마다의 영입을 앞두고 1980년대의 다이요 시절부터 후신인 요코하마를 대표하는 간판 선수였던 6명의 선수들(다카기 유타카, 야시키 가나메, 다이몬 가즈히코, 야마자키 겐이치, 이치카와 가즈마사, 마쓰모토 유타카)을 무더기로 방출시켜 방출한 선수의 전체 연봉과 고마다의 획득에 필요한 자금이 거의 일치한 것으로부터 일부 언론에서는 ‘고마다의 획득 자금 돈벌이’라는 야유와 비판이 쏟아졌다. 요미우리로부터 FA를 선언하여 일본 국내 구단에 이적한 것은 고마다 외에도 고쿠보 히로키, 사부로, 쓰루오카 가즈나리가 있지만 요미우리의 토박이 선수로서 일본 국내 구단에 이적한 사례는 고마다가 유일하다.

### 요코하마 베이스타스 시절
요코하마 이적 첫 해인 1994년 시즌 개막 초에는 3번 타자를 맡았는데 초반에 타격 호조를 보였지만 성적이 점점 떨어지면서 주로 6번 타자로서 출전, 병살타도 29개를 기록했다. 1995년에는 올스타전이 열리기 전까지 모두 출전하면서 홈런은 불과 2개였지만 시즌을 통해서 6개의 홈런을 기록했다.
1996년 5월과 6월에는 타격 호조를 이루면서 요코하마 이적 후 처음으로 타율 3할 대의 달성이 기대되었지만 그 후에는 타격 감각이 떨어졌다. 최종전에서는 3개의 안타를 날리면서 맹추격을 하였지만 결국 2할 9푼 9리의 타율을 기록하면서 시즌을 끌냈다. 8월 22일의 요미우리전에서 고노 히로후미로부터 만루 홈런을 때려내 센트럴 리그 전체 구단으로부터 만루 홈런 기록을 달성했다. 전년도 홈런 개수가 6개에 불과할 정도로 체력 저하가 우려될만한 상황에 직면했지만 2년 만에 두 자릿수 홈런 기록을 세웠다.
이듬해 1997년에는 주로 5번 타자로서 출전하여 5년 만에 3할 대의 타율을 달성함과 동시에 시즌 86타점을 기록하여 요코하마 이적 후 최고의 성적을 남겼다. 1998년에는 팀의 주장으로 발탁되었고, 일명 ‘머신건 타선’의 한 명으로서 팀의 리그 우승 달성에 기여했는데 시즌 전반기에서는 로버트 로즈를 대신하여 4번 타자를 맡는 등의 맹활약을 보였지만 후반기에 들어서는 심각한 타격 부진에 시달렸다. 세이부 라이온스와 맞대결하는 일본 시리즈에서는 5차전에서 4안타 5타점의 대활약과 6차전에서는 상대 투수 니시구치 후미야로부터 결승 2타점 적시타를 때려내는 등의 활약으로 일본 시리즈 우수 선수로 선정되었다.
1999년 시즌 타율 2할 9푼 1리를 남겼지만 로즈를 시작으로 하는 타격진이 모두 절호조였기 때문에 팀 타율(.294)을 밑도는 성적을 남겼다. 5월 18일부터 6월 17일까지 25경기 연속 안타를 기록했고 7월 17일의 주니치 드래건스전에서 1993년부터 계속된 연속 경기 출장 기록이 739경기로 멈췄다.
이듬해 2000년, 개인 통산 2000안타가 걸려 있는 시즌이었지만 그 후에는 타격 감각이 떨어질 정도의 부진을 겪으면서 결국 2군으로 강등되었다. 자신의 가족들이 구장에서 관전하고 있던 ‘아버지날’인 6월 18일의 히로시마 도요 카프전에서 곤도 히로시 감독의 지시로 대타를 내보낸 것에 대해 격분하면서 배트와 헬멧을 내던지고 경기 도중에 무단으로 이탈하는 상황이 발생했다. 구단으로부터 직장 방기의 징벌 조치로 30만 엔의 벌금과 2군으로 강등되는 명령을 받았다. 이 때 2000안타를 단념해서라도 은퇴를 할 것인지 아닌지를 생각하고 있었지만 이 소동을 전해 들은 오 사다하루로부터 자필 편지를 받아 당시의 행동에 대한 잘못을 뉘우쳤고, 9월 6일에 통산 2000안타를 달성했다.
그 후 구단으로부터 은퇴 권유를 받았지만 이를 거부를 했고 결국 9월 22일부로 방출 통보를 받았다. 현역 생활에 있어서의 마지막 타석이 된 10월 10일 야쿠르트 스왈로스전에 4번 타자로서 출전해 첫 타석에서 마에다 히로쓰구로부터 적시타를 날린 뒤 교체되었고 선수 생활을 계속하겠다는 의지를 나타냈기 때문에 퇴단식 등은 열리지 않았다. 그 후에도 타 구단으로부터의 영입 제의는 없었고 이듬해 2001년 1월 18일에 현역 은퇴를 선언했다. 명구회에 가입한 명선수이면서 은퇴 기자 회견장에서는 세팅이 되어있지 않았고 옥외에서 선 채로 기자의 질문에 답하는 등 은퇴를 표명했다.

### 그 후
은퇴 후 2001년에는 닛폰 방송의 야구 해설위원을 맡았고 2002년에는 TV 도쿄의 해설위원을 겸임하는 등 평론가로 활동했다. 2005년, 퍼시픽 리그 신생 구단인 도호쿠 라쿠텐 골든이글스의 1군 타격 코치로 부임했지만 성적 부진으로 인해 4월 30일에는 2군 타격 코치로 이동되었고 그 해 시즌 종료 후 코치직에서 물러났다.
2006년부터 다시 야구 평론가로 복귀해 TV 도쿄를 중심으로 TV 가나가와, 도호쿠 방송, TV 홋카이도 등 야구 관련 프로그램에 출연하여 해설가로서 활동하였으며 2006년 현역 시절 친정팀인 요미우리 자이언츠의 춘계 캠프에서 이승엽의 임시 1루 수비 코치를 맡았다.
2009년에는 현역 시절 2번째 팀인 요코하마의 1군 타격 코치 발탁되었지만 전년도의 팀 타율(.266)을 크게 밑도는 2할 3푼 9리의 팀 타율(당시로서는 리그 최하위)을 기록하는 등 뚜렷한 결과를 남기지 못한 채 시즌 종료 후 코치직에서 그만뒀다.
이듬해 2010년부터 TV 가나가와, 분카 방송, 스카이 에이 sports+의 야구 해설위원으로 발탁되어 현재 활동 중에 있으며 2010년에는 제17회 IBAF 인터컨티넨탈 컵 일본 대표팀의 타격 코치를 맡았다. 2012년에는 지바 롯데 마린스의 춘계 캠프에서 오마쓰 쇼이쓰의 임시 1루 수비 코치(2월 1일부터 2월 9일)를 맡았다.

## 상세 정보

### 출신 학교
- 나라 현립 사쿠라이 상업고등학교

### 선수 경력
- 요미우리 자이언츠(1981년 ~ 1993년)
- 요코하마 베이스타스(1994년 ~ 2000년)

### 지도자·기타 경력
- 닛폰 방송·TV 도쿄 야구 해설위원(2001년 ~ 2004년)
- 도호쿠 라쿠텐 골든이글스 1군·2군 타격 코치(2005년)
- TV 도쿄·TV 가나가와·도호쿠 방송·TV 홋카이도 야구 해설위원(2006년 ~ 2008년)
- 요코하마 베이스타스 1군 타격 코치(2009년)
- TV 가나가와·분카 방송·스카이 에이 sports+ 야구 해설위원(2010년 ~ 2015년)
- 고치 파이팅 독스 감독(2016년 ~ 2019년)
- TV 도쿄·TV 가나가와·TBS 텔레비전 야구 해설위원(2020년 ~ 2021년)
- 요미우리 자이언츠 3군 감독(2022년 ~ )

### 수상·타이틀 경력
- 베스트 나인: 1회(1998년)
- 골든 글러브상: 10회(1989년 ~ 1991년, 1993년 ~ 1999년)[6]
- 일본 시리즈 MVP: 1회(1989년)
- 일본 시리즈 우수 선수상: 1회(1998년)
- 올스타전 MVP: 1회(1992년 제3차전)
- 월간 MVP: 1회(1990년 4월)
- 최우수 JCB·MEP상: 1회(1992년)
- 우수 JCB·MEP상: 2회(1995년, 1997년)

### 개인 기록

#### 첫 기록
- 첫 출장·첫 선발 출장: 1983년 4월 10일, 대 요코하마 다이요 웨일스 2차전(고라쿠엔 구장)
- 첫 타석·첫 안타·첫 홈런·첫 타점: 상동.

#### 기록 달성 경력
- 통산 100홈런: 1992년 4월 14일, 대 히로시마 도요 카프 2차전(도쿄 돔) ※역대 168번째.
- 통산 1000경기 출장: 1992년 7월 1일, 대 한신 타이거스 17차전(도쿄 돔) ※역대 303번째(사토 겐이치와 동일 달성).
- 통산 1000안타: 1993년 8월 29일, 대 히로시마 도요 카프 18차전(도쿄 돔) ※역대 170번째.
- 통산 150홈런: 1995년 9월 7일, 대 요미우리 자이언츠 24차전(요코하마 스타디움) ※역대 102번째.
- 통산 1500경기 출장: 1996년 6월 8일, 대 한신 타이거스 10차전(삿포로 마루야마 구장) ※역대 116번째.
- 통산 1500안타: 1997년 5월 6일, 대 히로시마 도요 카프 4차전(히로시마 시민 구장) ※역대 71번째.
- 통산 1000삼진: 1999년 5월 27일, 대 야쿠르트 스왈로스 9차전(메이지 진구 야구장) ※역대 24번째.
- 통산 2000경기 출장: 2000년 4월 30일, 대 히로시마 도요 카프 6차전(요코하마 스타디움) ※역대 31번째.
- 통산 2000안타: 2000년 9월 6일, 대 주니치 드래건스 22차전(나고야 돔) ※역대 29번째.

#### 기타
- 통산 229개 병살타(역대 7위)[7]
- 올스타전 출장: 6회(1990년 ~ 1992년, 1995년, 1997년, 1998년)
- 프로 야구 통산 55000호 홈런: 1987년 9월 7일, 대 요코하마 다이요 웨일스 24차전(요코하마 스타디움), 5회초에 가케하타 미쓰노리로부터 2점 홈런
- 프로 야구 통산 70000호 홈런: 1997년 9월 9일, 대 요미우리 자이언츠 23차전(도쿄 돔), 4회초에 발비노 갈베스로부터 우중간에 솔로 홈런

### 등번호
- 50(1981년 ~ 1987년)
- 10(1988년 ~ 2000년)
- 75(2005년)
- 73(2009년)
- 70(2022년 ~ )

### 연도별 타격 성적
| 연 도      | 소 속      | 경 기 | 타 석 | 타 수 | 득 점 | 안 타 | 2 루 타 | 3 루 타 | 홈 런 | 루 타 | 타 점 | 도 루 | 도 루 자 | 희 생 번 | 희 생 플 | 볼 넷 | 고 4 | 사 구 | 삼 진 | 병 살 타 | 타 율 | 출 루 율 | 장 타 율 | O P S |
| ---------- | ---------- | ----- | ----- | ----- | ----- | ----- | ------- | ------- | ----- | ----- | ----- | ----- | -------- | -------- | -------- | ----- | ---- | ----- | ----- | -------- | ----- | -------- | -------- | ----- |
| 1983년     | 요미우리   | 86    | 199   | 182   | 27    | 52    | 5       | 2       | 12    | 97    | 47    | 2     | 1        | 3        | 0        | 13    | 0    | 1     | 31    | 5        | .286  | .337     | .533     | .870  |
| 1984년     | 요미우리   | 79    | 91    | 84    | 11    | 20    | 3       | 1       | 2     | 31    | 11    | 1     | 0        | 0        | 0        | 7     | 0    | 0     | 21    | 3        | .238  | .297     | .369     | .666  |
| 1985년     | 요미우리   | 92    | 172   | 151   | 13    | 38    | 7       | 1       | 3     | 56    | 20    | 1     | 1        | 2        | 2        | 15    | 3    | 2     | 24    | 4        | .252  | .324     | .371     | .694  |
| 1986년     | 요미우리   | 64    | 120   | 101   | 13    | 26    | 6       | 0       | 3     | 41    | 18    | 1     | 0        | 3        | 1        | 15    | 1    | 0     | 21    | 2        | .257  | .350     | .406     | .756  |
| 1987년     | 요미우리   | 113   | 371   | 331   | 50    | 95    | 7       | 1       | 15    | 149   | 40    | 1     | 1        | 8        | 2        | 29    | 3    | 1     | 55    | 6        | .287  | .344     | .450     | .795  |
| 1988년     | 요미우리   | 116   | 404   | 365   | 45    | 112   | 22      | 2       | 11    | 171   | 40    | 0     | 4        | 6        | 1        | 32    | 4    | 0     | 43    | 11       | .307  | .362     | .468     | .830  |
| 1989년     | 요미우리   | 126   | 458   | 413   | 47    | 125   | 31      | 3       | 11    | 195   | 56    | 10    | 6        | 3        | 0        | 40    | 10   | 2     | 60    | 10       | .303  | .367     | .472     | .839  |
| 1990년     | 요미우리   | 130   | 528   | 470   | 70    | 135   | 27      | 3       | 22    | 234   | 83    | 7     | 3        | 0        | 5        | 51    | 6    | 2     | 70    | 11       | .287  | .356     | .498     | .854  |
| 1991년     | 요미우리   | 130   | 558   | 510   | 66    | 160   | 23      | 2       | 19    | 244   | 66    | 5     | 2        | 0        | 2        | 44    | 7    | 2     | 78    | 16       | .314  | .369     | .478     | .848  |
| 1992년     | 요미우리   | 130   | 556   | 505   | 73    | 155   | 25      | 1       | 27    | 263   | 64    | 1     | 4        | 0        | 2        | 47    | 7    | 2     | 70    | 10       | .307  | .367     | .521     | .888  |
| 1993년     | 요미우리   | 122   | 482   | 437   | 35    | 109   | 18      | 0       | 7     | 148   | 39    | 1     | 2        | 2        | 4        | 39    | 1    | 0     | 89    | 18       | .249  | .308     | .339     | .647  |
| 1994년     | 요코하마   | 130   | 558   | 525   | 60    | 149   | 33      | 2       | 13    | 225   | 68    | 0     | 1        | 0        | 3        | 28    | 3    | 2     | 95    | 29       | .284  | .321     | .429     | .749  |
| 1995년     | 요코하마   | 130   | 539   | 499   | 45    | 144   | 29      | 4       | 6     | 199   | 66    | 0     | 1        | 0        | 2        | 37    | 1    | 1     | 78    | 20       | .289  | .338     | .399     | .736  |
| 1996년     | 요코하마   | 130   | 534   | 485   | 57    | 145   | 22      | 1       | 10    | 199   | 63    | 1     | 3        | 1        | 2        | 45    | 6    | 1     | 78    | 18       | .299  | .358     | .410     | .769  |
| 1997년     | 요코하마   | 135   | 558   | 507   | 57    | 156   | 31      | 2       | 12    | 227   | 86    | 2     | 3        | 0        | 6        | 45    | 4    | 0     | 73    | 20       | .308  | .360     | .448     | .808  |
| 1998년     | 요코하마   | 136   | 586   | 551   | 63    | 155   | 25      | 1       | 9     | 209   | 81    | 0     | 2        | 0        | 8        | 27    | 1    | 0     | 86    | 21       | .281  | .311     | .379     | .690  |
| 1999년     | 요코하마   | 129   | 558   | 519   | 53    | 151   | 29      | 1       | 9     | 209   | 71    | 0     | 1        | 0        | 6        | 31    | 0    | 2     | 84    | 14       | .291  | .330     | .403     | .732  |
| 2000년     | 요코하마   | 85    | 326   | 306   | 25    | 79    | 14      | 0       | 4     | 105   | 34    | 2     | 0        | 0        | 1        | 18    | 2    | 1     | 57    | 11       | .258  | .301     | .343     | .644  |
| 통산: 18년 | 통산: 18년 | 2063  | 7598  | 6941  | 810   | 2006  | 357     | 27      | 195   | 3002  | 953   | 35    | 35       | 28       | 47       | 563   | 59   | 19    | 1113  | 229      | .289  | .342     | .433     | .774  |

- 굵은 글씨는 시즌 최고 성적.
- 1981년, 1982년은 1군 출장 없음.

### 연도별 수비 성적
| 연도 | 1루  | 1루   | 1루  | 1루  | 1루  | 1루    | 외야 | 외야 | 외야 | 외야 | 외야 | 외야   |
| 연도 | 경기 | 척살  | 보살 | 실책 | 병살 | 수비율 | 경기 | 척살 | 보살 | 실책 | 병살 | 수비율 |
| ---- | ---- | ----- | ---- | ---- | ---- | ------ | ---- | ---- | ---- | ---- | ---- | ------ |
| 1983 | 24   | 189   | 12   |      |      |        | 39   |      |      |      |      |        |
| 1984 | 12   | 31    | 3    |      |      |        | 26   |      |      |      |      |        |
| 1985 | 36   | 190   | 13   |      |      |        | 26   |      |      |      |      |        |
| 1986 | 25   | 124   | 9    | 0    |      | 1.000  | 18   |      |      | 0    |      |        |
| 1987 | 53   | 411   | 21   |      |      |        | 65   |      |      |      |      |        |
| 1988 | 26   | 133   | 3    | 0    |      | 1.000  | 100  | 147  | 5    | 4    | 1    | .974   |
| 1989 | 113  | 953   | 53   | 5    | 75   | .995   | 22   |      |      | 0    |      |        |
| 1990 | 130  | 1187  | 104  | 7    | 101  | .995   | -    | -    | -    | -    | -    | -      |
| 1991 | 130  | 1220  | 99   | 8    | 84   | .994   | -    | -    | -    | -    | -    | -      |
| 1992 | 19   | 94    | 14   | 1    |      | .991   | 119  | 179  | 9    | 2    | 3    | .989   |
| 1993 | 115  | 921   | 47   | 8    | 80   | .992   | 11   |      |      | 0    |      |        |
| 1994 | 130  | 1059  | 75   | 8    | 112  | .993   | -    | -    | -    | -    | -    | -      |
| 1995 | 130  | 1132  | 71   | 11   | 111  | .991   | -    | -    | -    | -    | -    | -      |
| 1996 | 128  | 1002  | 71   | 7    | 104  | .994   | -    | -    | -    | -    | -    | -      |
| 1997 | 131  | 1018  | 64   | 7    | 99   | .994   | -    | -    | -    | -    | -    | -      |
| 1998 | 136  | 1163  | 68   | 12   | 104  | .990   | -    | -    | -    | -    | -    | -      |
| 1999 | 129  | 1113  | 69   | 12   | 94   | .990   | -    | -    | -    | -    | -    | -      |
| 2000 | 81   | 702   | 41   | 3    | 61   | .996   | -    | -    | -    | -    | -    | -      |
| 통산 | 1548 | 12642 | 837  | 97   | 1122 | .993   | 426  |      |      | 10   |      |        |

- 굵은 글씨는 시즌 최고 성적.